# درختکار

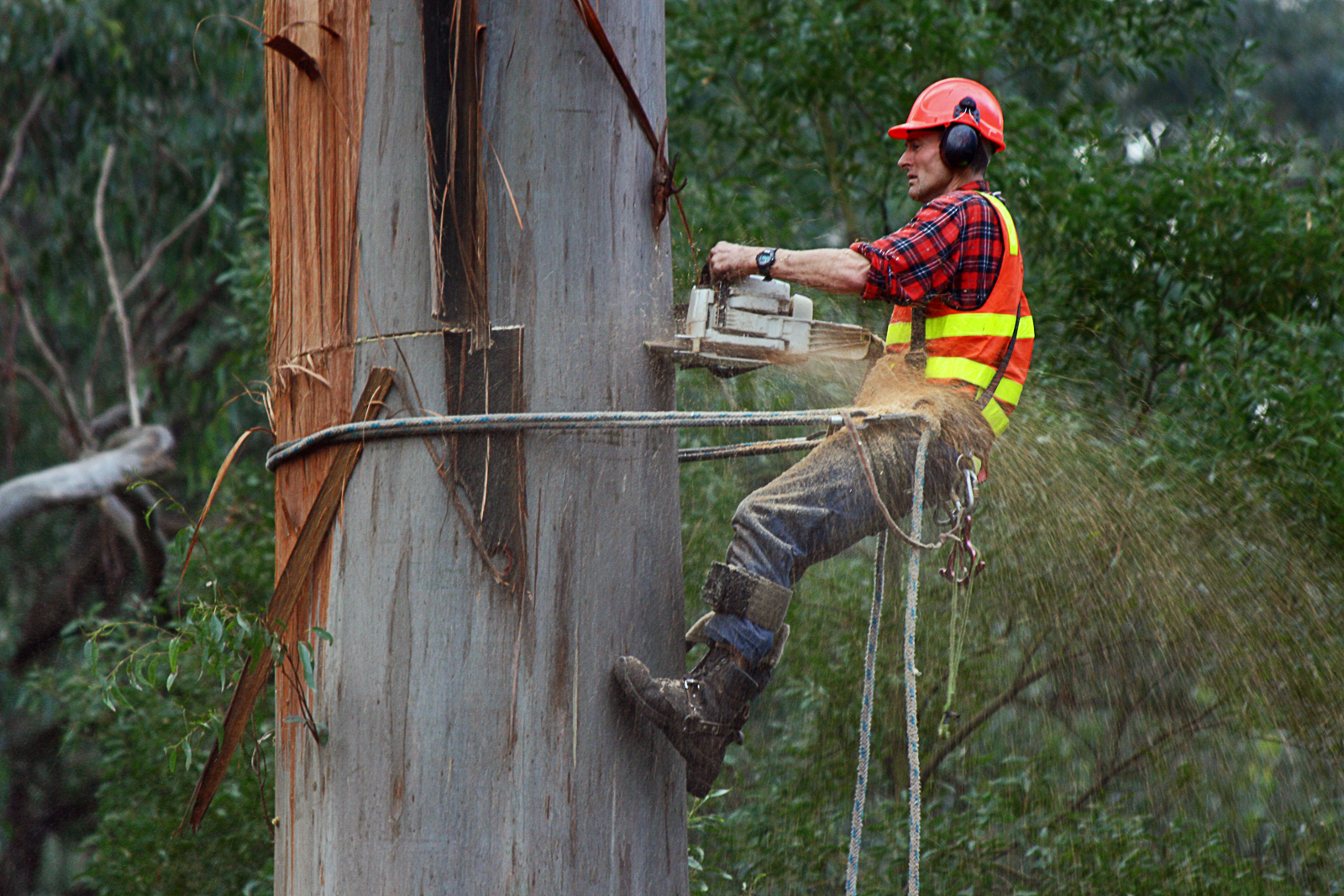
درختکاری که از اره برقی برای بریدن درخت اکالیپتوس در یک پارک عمومی استفاده می‌کند

درختکار (به انگلیسی: Arborist)، مهندسی درختکاری (به انگلیسی: arboriculturist)، حرفه‌ای در کار درختکاری است که عبارت است از کشت، مدیریت و مطالعه تک‌تک درختان، درختچه‌ها، پیچ‌ها و دیگر گیاهان چوبی چندساله در درخت‌شناسی و باغبانی.

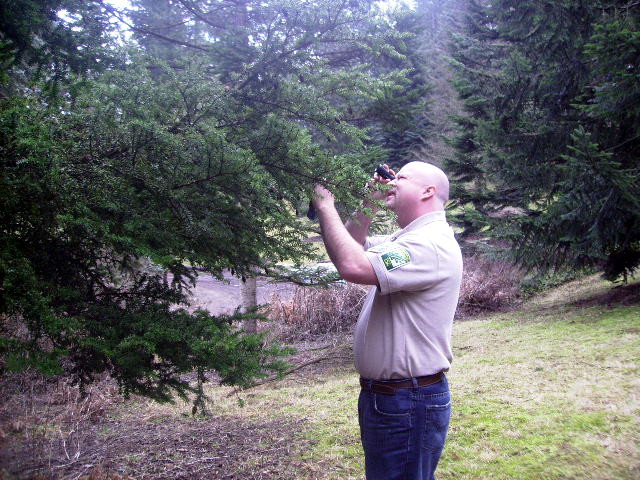
یک درختکار شهرداری دارای گواهینامه ISA در حال بررسی یک شوکران ژاپنی در درختستان هویت در پورتلند، اورگن